# Pochutla
Pochutla (Pochutec, Pochuteca, Pochuteco), pleme američkih Indijanaca iz šire grupe Nahuatlan, porodica Juto-Asteci, koje je obitavalo na pacifičkoj obali Oaxace u blizini današnjeg Puerto Angela u Meksiku. Pochutla Indijanci su hispaniziran i a njihov jezik pochutla ili pochutec vjerojatno je nestao do novog milenija, uz napomenu da je Tim Knab 1970-tih pronašao dva govornika blizu Pochutle. 
Pochuteci su se od ostalih Nahua mogli izdvojiti (što govore meksičke legende) negdje oko 800. godine, krećući se na jug prema Oaxaci. Prije svoga dolaska na obalu Oaxace oni su bili pod utjecajem Chatino Indijanaca (Zapotecan pleme), što je moglo dovesti do toga da se njihov jezik prilično razlikuje od ostalih Nahua jezika.

## Vanjske poveznice
- El pochuteco en la dialectología nahua  Arhivirana inačica izvorne stranice od 19. prosinca 2007. (Wayback Machine)